# Stemonuraceae
Stemonuraceae, biljna porodica iz reda Aquifoliales. Ime je dobila po rodu Stemonurus, a unutar nje priznato je 78 vrsta u 12 rodova.
Stemonuraceae su tropsko bilje rašireno po tropskim predjelima Južne Amerike (bazen Amazone), Afrike (uz Gvinejski zaljev), Madagaskara i jugoistočne Azije i na poluotoku York u Australiji.

## Rodovi
1. Cantleya Ridl. (1 sp.)
2. Codiocarpus R.A. Howard  (2 spp.)
3. Discophora Miers  (2 spp.)
4. Gastrolepis Tiegh. (2 spp.)
5. Gomphandra Wall. ex Lindl. (44 spp.)
6. Grisollea Baill. (3 spp.)
7. Hartleya Sleumer (1 sp.)
8. Irvingbaileya R.A. Howard (1 sp.)
9. Lasianthera P. Beauv. (1 sp.)
10. Medusanthera Seem.  (8 spp.)
11. Stemonurus Blume  (13 spp.)
12. Whitmorea Sleumer (1 sp.)